# Dziśniszcze (jezioro)
Dziśniszcze (lit. Dysnykštis) – jezioro o powierzchni 5,575 km² na Litwie, w gminie Ignalino.